# Platja de la Murtra (Viladecans)
La platja de la Murtra és una platja natural del municipi de Viladecans (Baix Llobregat), situada dins de la Reserva Natural del delta del Llobregat. És la platja més meridional del municipi de Viladecans i limita amb Gavà. A llevant limita amb l'espigó de la Murtra, que la separa de la platja de la Pineda, i a ponent amb el canal de la Murtra, que la separa de la platja de l'Estany del municipi de Gavà. Orientada al sud-sud-est, té una longitud de 220 metres, formada per sorra daurada de gra fi, el pendent d'entrada a l'aigua és poc pronunciat i el fons marí és de sorra. La platja pateix importants pèrdues de sorra durant les pluges més fortes. L'accés a la platja amb gossos està prohibit de l’1 d’abril al 30 de setembre. Disposa d'un aparcament de 400 places, aparcament de bicicletes, servei de vigilància i de socors, dutxes i rentapeus, bar, lavabos adaptats, suport per al bany de persones amb mobilitat reduïda, cistelles de corfbol i passarel·les.
S'ha recuperat el camí de ronda, que fa uns 800 metres i està habilitat per a vianants i ciclistes, i que uneix les platges de la Murtra amb la Pineda de Cal Francès.
L'Agència Catalana de l'Aigua efectua un control quinzenal de la qualitat de l'aigua, durant la temporada de bany, amb el resultat d'excel·lent.